# 제천 송계리 대불정주범자비
제천 송계리 대불정주범자비(堤川 松界里 大佛頂呪梵字碑)는 충청북도 제천시 한수면 송계리에 있는 고려시대의 비석이다. 2003년 9월 26일 충청북도의 유형문화재 제231호로 지정되었다.

## 지정사유
휴전선 이남에서는 이 대불정주비(大佛頂呪梵字碑)가 유일한 범자문비(梵字碑)라 할 수 있는 매우 보기드문 이문자비(異文字碑)로 불교문화 연구에 귀중한 자료이다.

## 현지 안내문
이 비석은 1988년 2월에 월광사지 입구의 논둑에서 발견된 것으로 비문이 인도(印度)의 산스크리트(Sanskrit)를 표기한 옛 글자인 범자(梵字)로 새겨졌다. 비문은 모두 11행으로 첫줄에 대불정주(大佛頂呪)라 음각된 한자로 시작되고, 나머지 약 105자는 모두 범자로 되어 있다.
고려 후기 성행하던 수능엄경에 있는 능엄주를 새겨 넣은 것으로 불교수행의 지향하는 바가 무엇이고, 그 실천과정은 어떠해야 하며, 수행자들의 위상은 어떠해야 하는가를 제시하고 있다. 이 비석의 능엄주는 제7권에 나오는 다라니로서 모든 마군과 외도를 항복받고 고통 받는 중생을 제도한다는 내용으로 되어 있다.
황해도 해주의 대불정다라니당 등 몇 점의 범자비가 있는데 남한 지역에서는 이것이 유일하다. 재질은 화강암이며 크기는 높이 161cm 너비 163cm이다.

## 같이 보기
- 제천 월광사지 (충청북도 기념물 제154호)

## 참고 자료
- 제천 송계리 대불정주범자비 - 국가유산청 국가유산포털